# Лесной сервитут
Лесно́й сервиту́т — право ограниченного пользования чужими лесными участками (сервитут, земельный сервитут).
Возникает и прекращается по основаниям и в порядке, которые предусмотрены гражданским законодательством, законодательством Российской Федерации о концессионных соглашениях и земельным законодательством, если иное не предусмотрено Лесным кодексом.
Лесным кодексом РФ специальная возможность установление сервитута предусмотрена только для использования лесов гражданами в целях осуществления сельскохозяйственной деятельности (в том числе пчеловодства) для собственных нужд когда наряду с предоставлением лесных участков в безвозмездное срочное пользование может устанавливаться сервитут в случаях, определенных Земельным кодексом РФ и Гражданским кодексом.
Публичные сервитуты могут устанавливаться для:
- прохода или проезда через земельный участок;
- использования земельного участка в целях ремонта коммунальных, инженерных, электрических и других линий и сетей, а также объектов транспортной инфраструктуры;
- размещения на земельном участке межевых и геодезических знаков и подъездов к ним;
- проведения дренажных работ на земельном участке;
- забора (изъятия) водных ресурсов из водных объектов и водопоя;
- прогона сельскохозяйственных животных через земельный участок;
- сенокошения, выпаса сельскохозяйственных животных в установленном порядке на земельных участках в сроки, продолжительность которых соответствует местным условиям и обычаям;
- использования земельного участка в целях охоты и рыболовства;
- временного пользования земельным участком в целях проведения изыскательских, исследовательских и других работ;
- свободного доступа к прибрежной полосе.

Публичный сервитут устанавливается законом или иным нормативным правовым актом Российской Федерации, нормативным правовым актом субъекта Российской Федерации, нормативным правовым актом органа местного самоуправления в случаях, если это необходимо для обеспечения интересов государства, местного самоуправления или местного населения, без изъятия земельных участков. Установление публичного сервитута осуществляется с учетом результатов общественных слушаний.